# Lepisanthes hainanensis
Lepisanthes hainanensis är en kinesträdsväxtart som beskrevs av Hsien Shui Lo. Lepisanthes hainanensis ingår i släktet Lepisanthes och familjen kinesträdsväxter. Inga underarter finns listade i Catalogue of Life.